# Florapark (Einkaufszentrum)

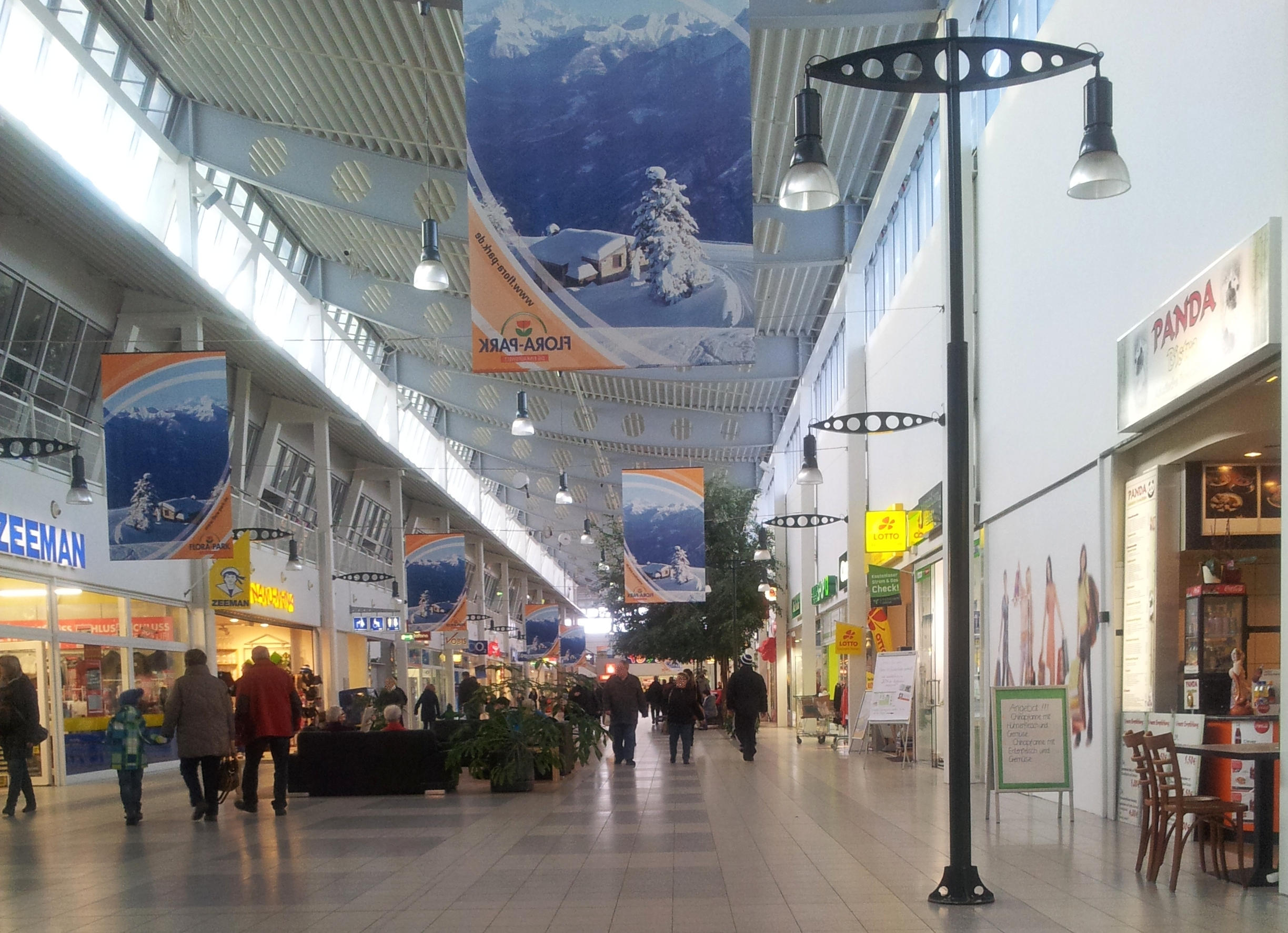
Innenansicht des Floraparks

Der Florapark Magdeburg ist ein Einkaufszentrum im Nordwesten der Stadt Magdeburg. Es ist das drittgrößte überdachte Shoppingcenter Sachsen-Anhalts und zählt mit zu den größten in Deutschland. Jährlich besuchen rund 5 Millionen Besucher den Florapark.

## Lage
Über die Schnellstraßen A 2, die B 1, B 71 und die B 189 ist der Florapark zu erreichen.
Insgesamt gibt es 3.000 kostenfreie, nicht-überdachte Parkplätze direkt auf dem Gelände des Einkaufszentrums. Die Fahrradabstellanlagen mit einer Kapazität von über 200 Rädern bestehen aus so genannten Vorderradklemmen, an denen sich der Fahrradrahmen nicht sichern lässt. Mit den Bussen der Linien 52 und 71 ist der Florapark direkt zu erreichen. Per Straßenbahn erreicht man ihn per Linie 1 oder mit den Linien 3, 4, 5, 8, 9 und 10 und dann an die Anbindung der Buslinie 71. Außerdem gibt es einen eigenen Taxistand.

## Gebäude und Anlage
Mit rund 75.000 m² Verkaufsfläche ist der Florapark das drittgrößte Einkaufszentrum in Sachsen-Anhalt und zählt zu den größten in Deutschland. Es gibt über 90 Fachgeschäfte aus unterschiedlichsten Branchen, verteilt auf zwei Etagen. Neben dem großen Parkplatz gibt es eine eigene Tankstelle und einen direkt angrenzenden Park, den gleichnamigen Florapark.
Das Gebäude ist größtenteils verglast und in U-Form aufgebaut. Im Inneren befindet sich das längste Schaufenster der Region auf rund 1.000 m Länge.
Im Oktober 2013 fand ein Betreiberwechsel statt. Neuer Betreiber des Floraparks war nun die Koprian iQ GmbH aus Hamburg. Dieser hat das Einkaufszentrum in den nächsten Jahren umfassend umgestaltet und modernisiert.
Im April 2015 hat die Eigentümerin des Einkaufszentrums die ganzheitliche Verwaltung des Flora Parks neu vergeben an die ESTAMA Gesellschaft für Real Estate Management mbH.
Im November 2016 hat ROCKSPRING den Flora-Park von CHENAVARI Investment Managers (London) erworben.
Seit dem 1. Juli 2017 wird der Flora-Park von Vistra Property Management GmbH betreut. Als Nachunternehmer für das operativen Centermanagement hat Valon CMde Centermanager und Immobilien GmbH beauftragt. Vistra Property Management firmiert mittlerweile als Valon Property Management GmbH.

## Geschäfte
Die über 90 Geschäfte beinhalten ein sehr breites Branchenrepertoire. Die wichtigsten im Florapark sind der Elektronikfachmarkt MediMax, der Spielwarenhandel Smyths Toys, C&A, ALDI Nord, Decathlon und der Möbeldiscounter Roller. Außerdem gibt es mehrere Cafés und Fastfood-Restaurants, wie zum Beispiel Nordsee. Des Weiteren finden sich außerhalb des Centers auf dem Gelände eine McDonald’s-Filiale mit Drive-in sowie eine Tankstelle.